# Рукоять ковша

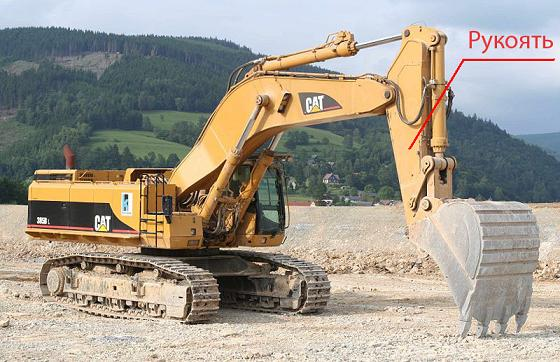
Рукоять ковша

Рукоя́ть ковша́ (англ. bucket arm, dipper stick) — элемент конструкции одноковшового экскаватора, соединяющий рабочий орган (ковш) со стрелой, и имеющий связь с напорным (у прямых лопат) или подъёмным (у обратных лопат) механизмом, обеспечивающим направленное движение ковша.
По конструкции различают однобалочные и двухбалочные рукояти.
Существуют рукояти изменяемой длины (телескопические) и неизменяемой. Телескопические рукояти применяют, например, в конструкциях экскаваторов-погрузчиков, что позволяет повысить эффективность технологического процесса таких экскаваторов.
Поворотом рукояти возможно производить выемку грунта — осуществлять копание. При этом ось, вокруг которой поворачивается рукоять, называется осью напорного вала.
Длина рукояти рассчитывается по эмпирическим формулам, и зависит от массы экскаватора.